# Grupa Trzech Sióstr
Grupa Trzech Sióstr – grupa skał na Wyżynie Częstochowskiej w miejscowości Mirów, w gminie Niegowa, w powiecie myszkowskim, województwie śląskim. Należą do Skał Mirowskich. Znajdują się w odległości około 270 m na wschód od Zamku w Mirowie, za skałą Studnisko i tworzą skalną grzędę o długości około 60 m. 
Skały zbudowanie są z twardych wapieni skalistych i mają wysokość 7-15 m. Znajdują się w terenie odkrytym, silnie jednak już zarastającym sucholubnymi krzewami. Są jednym z bardziej popularnych obiektów wspinaczki skalnej w grupie Skał Mirowskich. Wspinacze skalni w Grupie Trzech Sióstr wyróżniają skały: Trzy Siostry, Trzecia Grzęda, Czwarta Grzęda, Skoczek, Biwakowa. Poprowadzili na nich 38 dróg wspinaczkowych o bardzo zróżnicowanej trudności II – VI.4 w skali Kurtyki. Większość z nich posiada dobrą asekurację. 

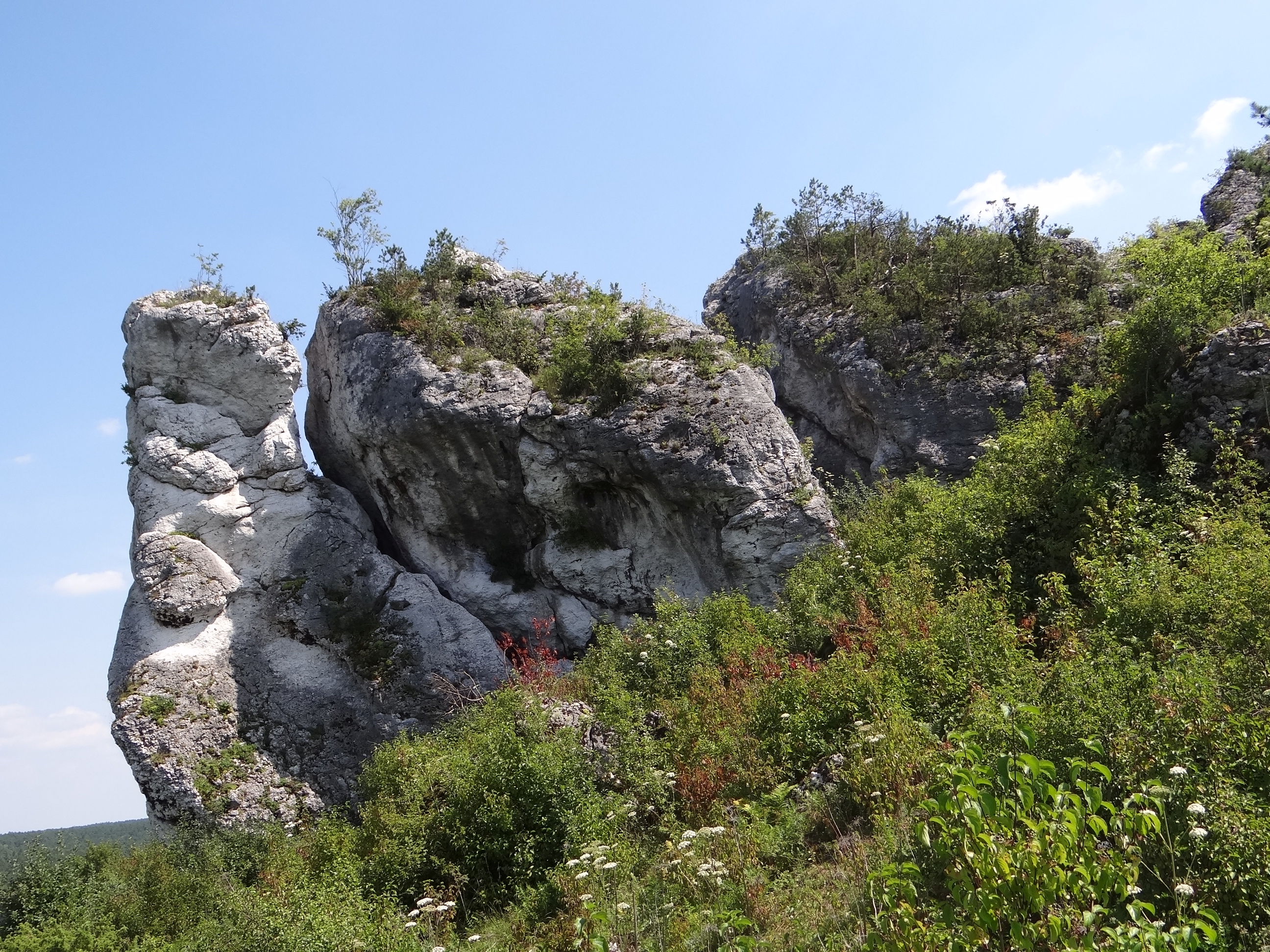
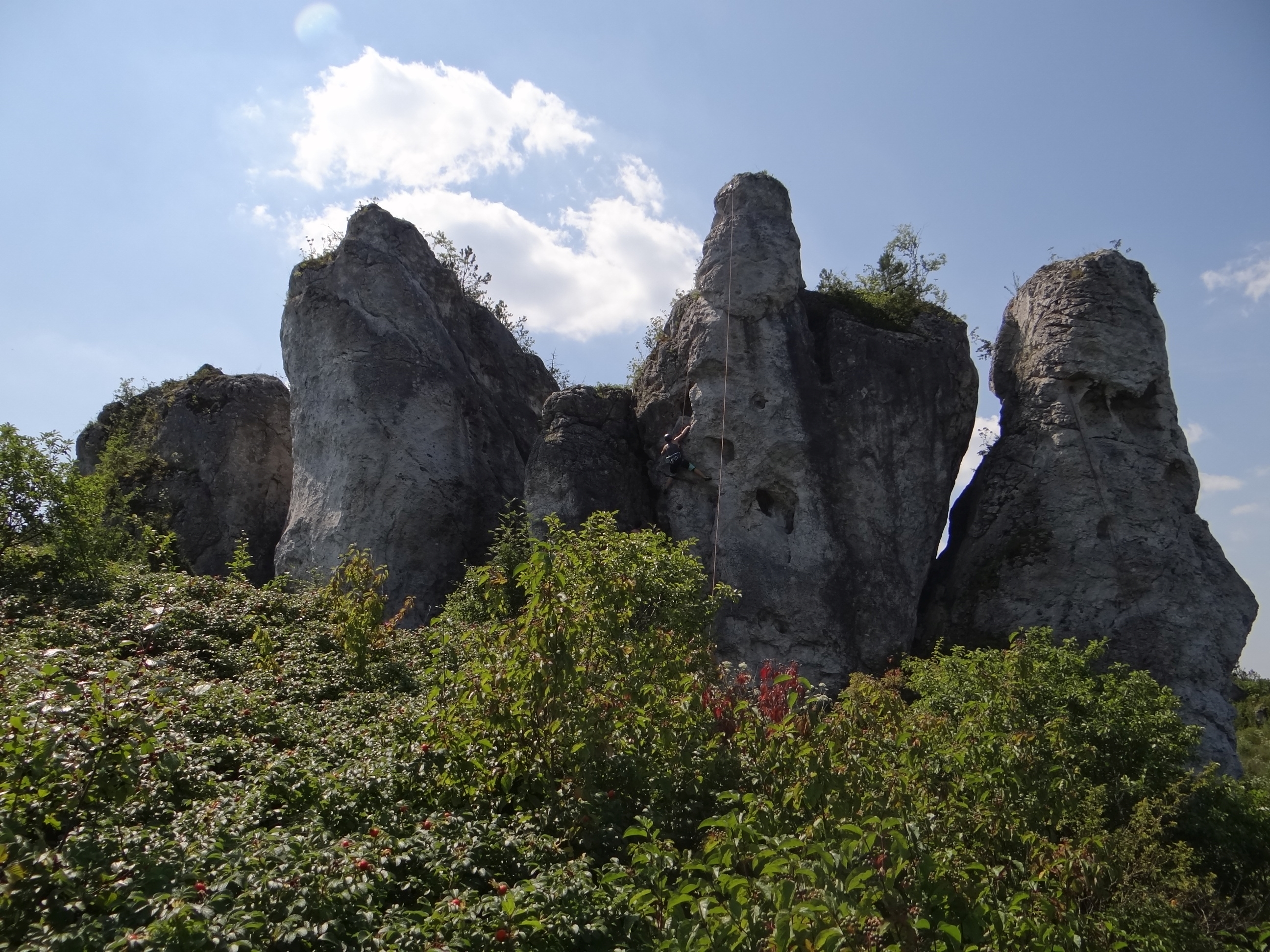
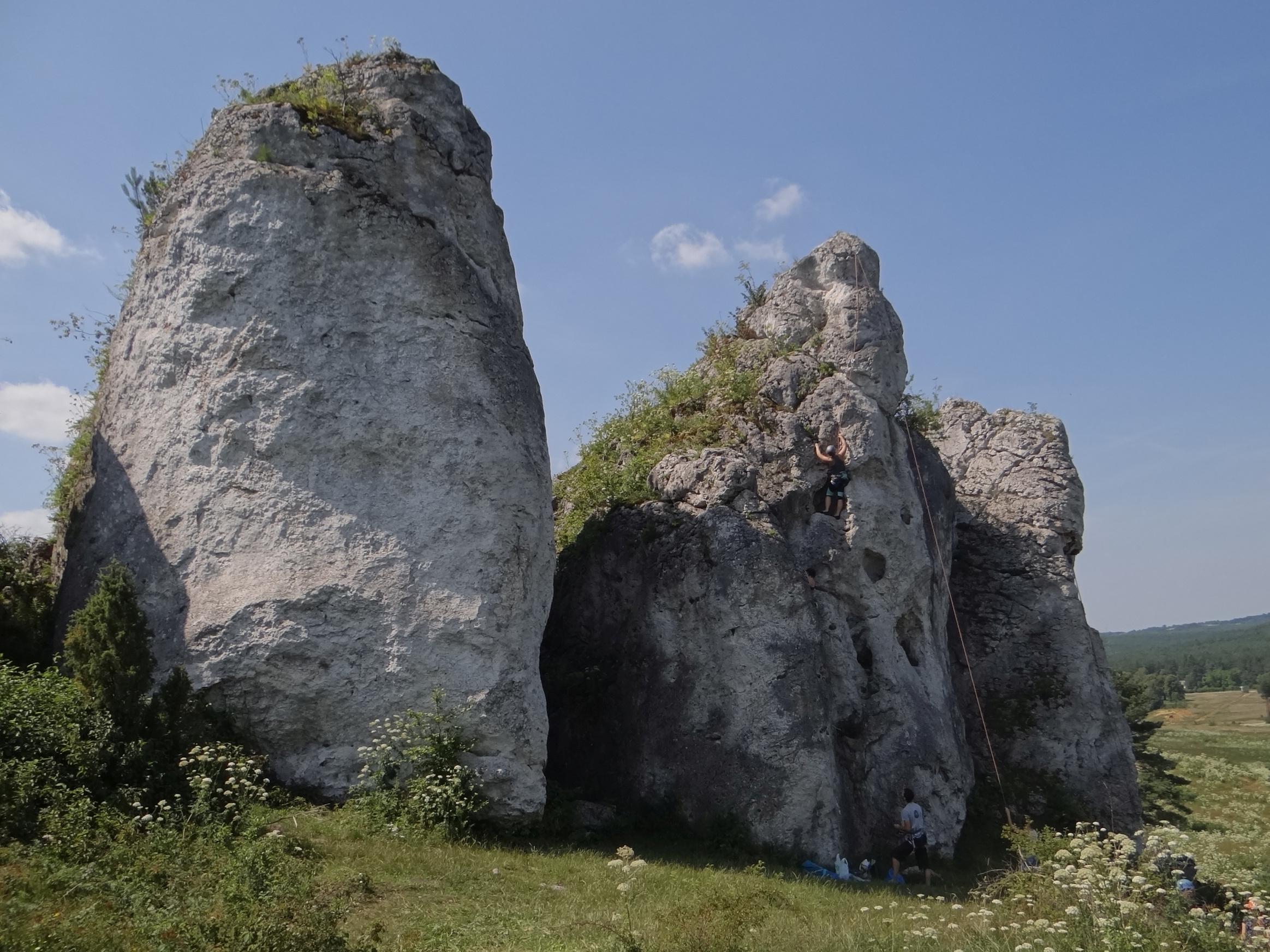
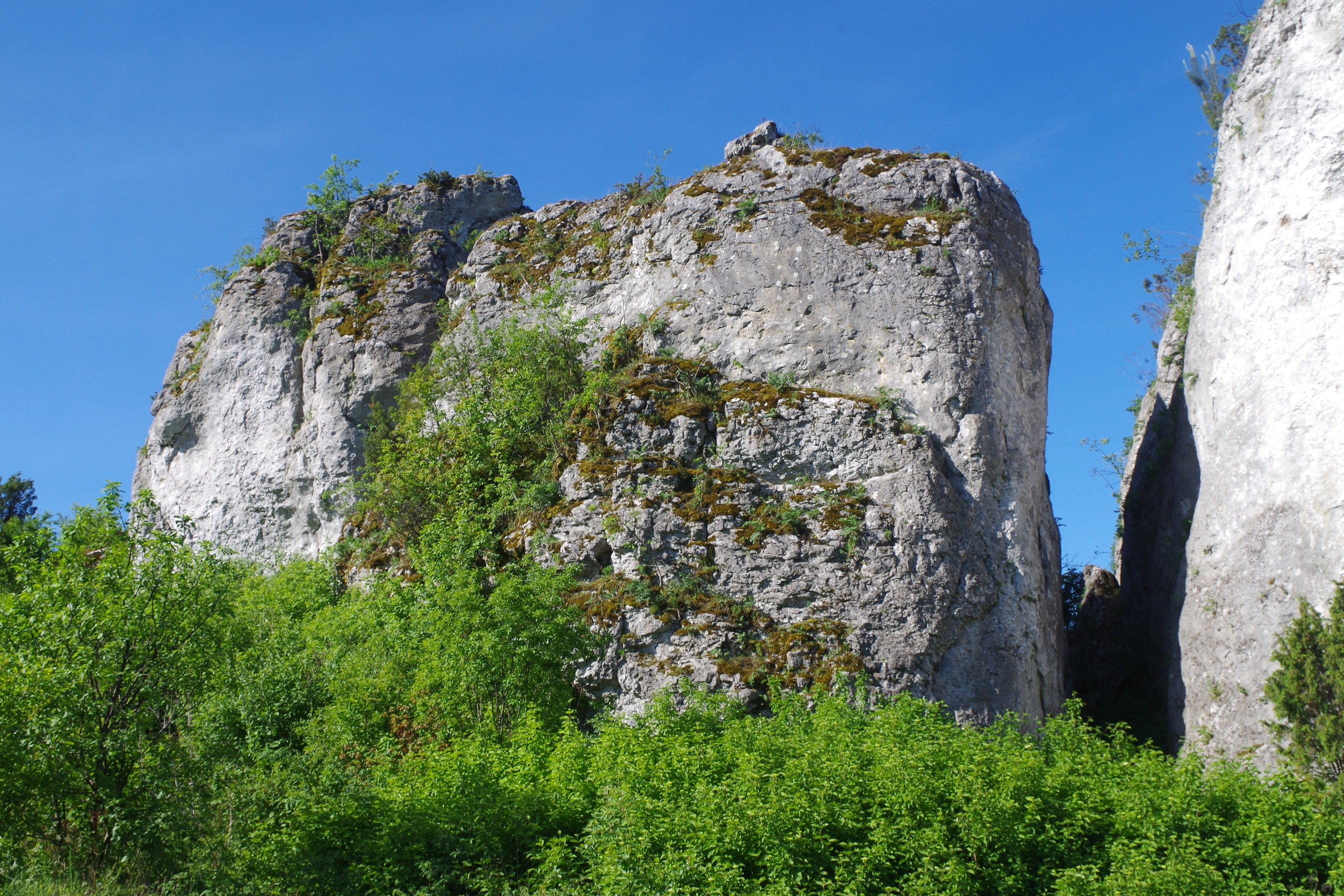
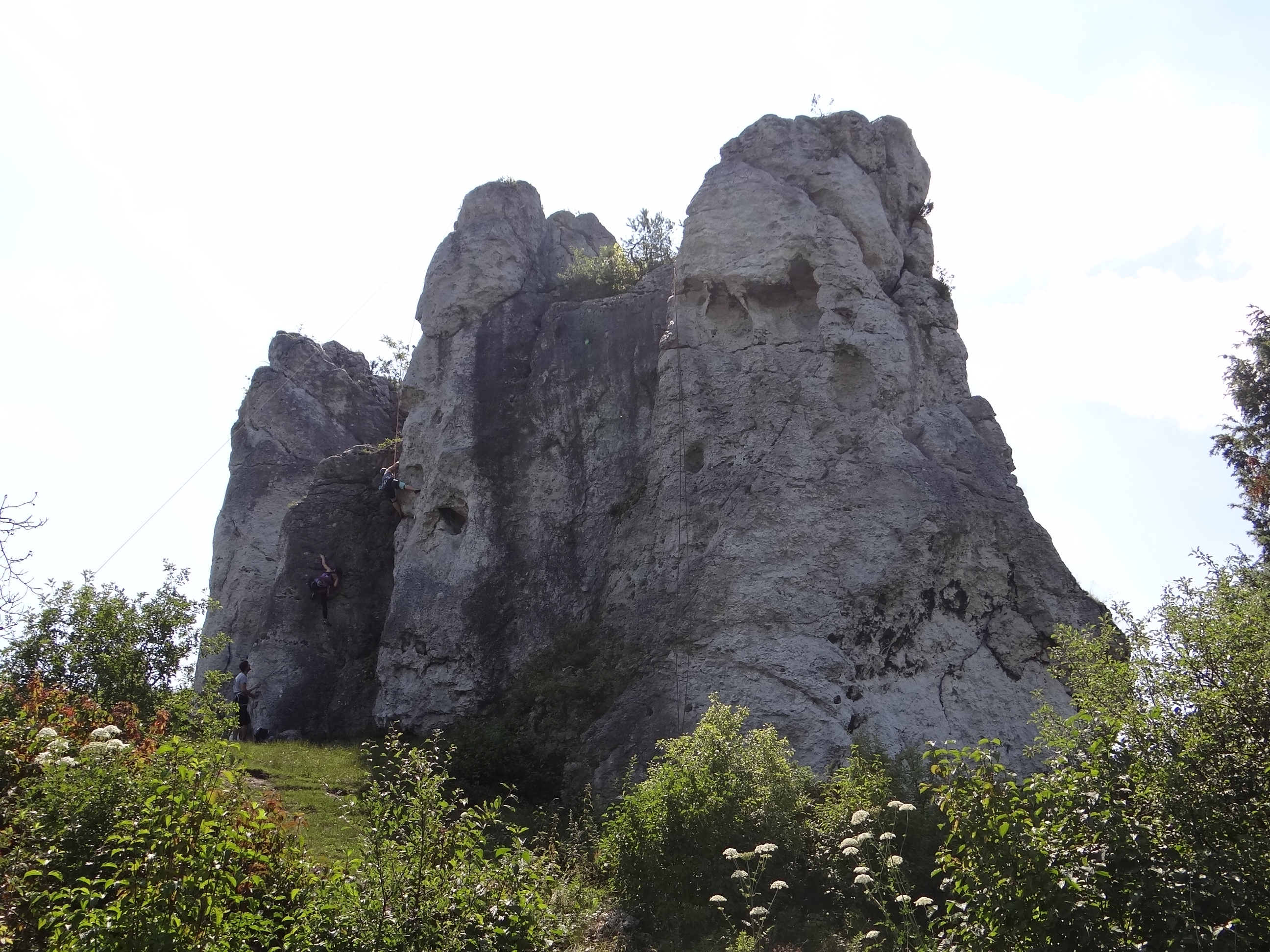
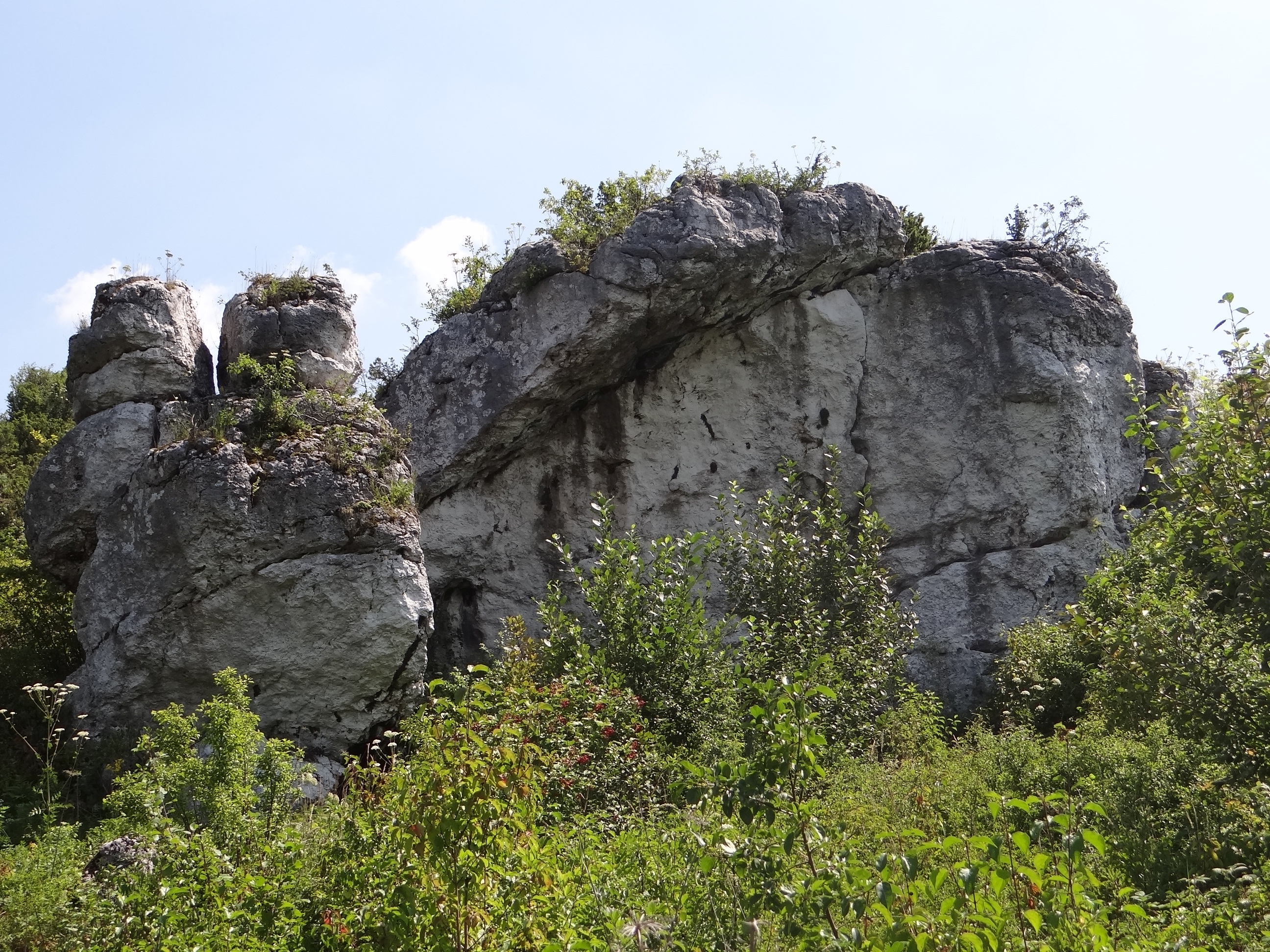